# Strzegom
Strzegom (in tedesco Striegau) è un comune urbano-rurale polacco del distretto di Świdnica, nel voivodato della Bassa Slesia.
Ricopre una superficie di 144,71 km² e nel 2004 contava 27 220 abitanti.